# 雷斯卡尔迪纳
雷斯卡尔迪纳（義大利語：Rescaldina），是意大利米兰省的一个市镇。总面积8平方公里，人口14211人，人口密度1769.74人/平方公里（2019年）。国家统计（ISTAT）代码为015181。